# Rio Aqueloo
O rio Aqueloo (em grego: Αχελώος; romaniz.: Akhelóos) ou rio Aspropótamo (em grego: Ασπροπόταμος; romaniz.: Aspropótamos) é um rio no oeste da Grécia, o segundo mais extenso do páis, com 220 quilômetros. Formou a fronteira entre Acarnânia e Etólia da Antiguidade. Em tempos antigos, o seu espírito foi venerado como o deus-rio Aqueloo. Mais raramente, também é conhecido como Téscio (Thestios) e Axenos. Em geral, a designação de Aspropótamo só é aplicada ao curso superior do rio.

## História
Na década de 1960, o projeto de uma barragem na fronteira estava em construção. Demorou anos a concluir e as inundações da porção da parte ocidental da província de Euritânia começaram. A barragem inclui uma central eléctrica com transformador de linhas no leste. A barragem produz electricidade para a parte ocidental da Grécia e para a parte central. É causada alguma erosão do solo, em alguns vales alagados. Outra barragem, chamada Katsiki, fica a jusante. O arco da ponte inclui Carafílio e os Ardanovo.

## Percurso
O rio hoje começa na unidade regional de Trícala, nos Montes Pindo, mais precisamente no monte Lacmos, à altitude de cerca de 2000 m e tem como primeiro afluente o rio Aspropótamo (rio branco). É também um dos mais longos rios da Grécia. O rio flui com a fronteira da unidade regional de Arta, que é também a fronteira com o Epiro. É mais tarde fluxos com o limite de Carditsa no leste e, mais tarde com a prefeitura da Etólia e Acarnânia a oeste e alguns quilómetros mais tarde, com Euritânia no leste. O rio corre para o reservatório em que a marca do rio é utilizada e termina num fluxo com a fronteira. Ele ainda forma o afluente com o rio Agrafióti, que tem muitos afluentes e começa no Agrafa (antigo: Agrapha) e os intervalos do rio Megdova a leste abrangendo mais de metade da bacia do Euritânia no oeste e no lado norte, o Megdova começa em Carditsa e flui para uma barragem, perto da fronteira com Euritânia. Flui a sul até o presente-dia na barragem, o rio está a oeste do Panaitolicó e totalmente na Etólia e Acarnânia e gere cerca de 10 a 15 km a jusante, outra barragem. Ele é executado depois a oeste de Agrínio e no pantanal, que é cercado com florestas e de 2 km de comprimento, a ponte de GR-5 / E55 (Janina - Anti-rio) e fluxos com um afluente a duas grandes lagoas no leste, ele flui, mais tarde, na lagoa de Aitolicó e no meio de Aitolicó.
O rio deságua finalmente no mar Jónico e parcialmente no golfo de Patras, através da lagoa de Mesolóngi, a oeste de Mesolóngi. O rio tem alguns cânions.
Heródoto, tomando nota da orla costeira e poder transformador do rio Aqueloo, mesmo se comparado com o Nilo, a este respeito:
"Existem outros rios, também, que, embora não tão grande como o Nilo, tiveram resultados substanciais. Em especial (embora eu poderia nomear outros), há a Aqueloo, que flui através da Acarnânia para o mar e já virou metade das ilhas Equinadas no continente."

## Lugares
De montante para jusante:
- Mileia
- Agía Parasceví
- GR-30
- Este de Gardíci
- Políneri
- Agrínio
- Fragulíca
- Mesolóngi
- Oeste de Mesolóngi